# کودکی ایوان
کودکی ایوان (به روسی: Ива́ново де́тство) فیلمی در ژانر درام جنگی به کارگردانی آندری تارکوفسکی محصول ۱۹۶۲ است که در همان سال هم موفق به دریافت جایزه شیر طلای ونیز شده‌است. در ایالات متحده با نام من ایوان هستم، نمایش داده شده‌است. فیلم بر اساس داستان کوتاه ایوان، نوشته ولادیمیر بوگومولوف ساخته شده‌است و در شمار فیلم‌هایی است که در شوروی به جنگ جهانی دوم می‌پرداختند و آن را از نگاه تجربه‌های انسانی و نه تقدیس جنگ، نشان می‌دادند.
کودکی ایوان از طرف شوروی به سی و ششمین دوره اهدای جایزه اسکار، در بخش بهترین فیلم خارجی فرستاده شد که به عنوان یکی از نامزدهای دریافت جایزه، پذیرفته نشد.
فیلمسازان مشهوری مانند اینگمار برگمان، کریشتوف کیشلوفسکی و سرگئی پاراجانف، فیلم را تحسین کرده و از آن تأثیر گرفته‌اند.

## داستان فیلم
ایوان کودک یتیم ۱۲ ساله که خانواده‌اش را نازی‌ها در دوران جنگ جهانی دوم کشته‌اند، در کودکی به عنوان مین‌یاب وارد ارتش می‌شود. در آخرین مأموریت خود بر خلاف خواست فرمانده‌اش به کار خطرناکی دست می‌زند.

## بازیگران
- والانتین زوبکوف: کاپیتان خولین
- نیکلای بورلیا اف: ایوان
- اوگنی ژاریکف: ستوان گالتسف
- استپان کریلف: کاتاسونیچ
- آندره کونچالوفسکی: سرباز

## جوایز و دستاوردها
- کودکی ایوان اولین فیلم بلند تارکوفسکی بود. این فیلم باعث تحسین منتقدان و شناخته شدن وی در سطح بین‌المللی شد.
- در سال ۱۹۶۲ برنده شیر طلای جشنواره ونیز شد.
- در ۱۹۶۲ جایزه گلدن گیت در جشنواره بین‌المللی فیلم سانفرانسیسکو شد.